# Vepris spathulata
Vepris spathulata là một loài thực vật có hoa trong họ Cửu lý hương. Loài này được (Engl.) H. Perrier miêu tả khoa học đầu tiên năm 1948.